# Unione Sportiva Città di Pontedera
A Unione Sportiva Città di Pontedera, é uma equipe de futebol italiana com sede na cidade de Pontedera. Milita na Lega Pro, o terceiro nivel do campeonato italiano de futebol.
O Pontedera Dispulta as suas partidas como madante no estádio Ettore Mannucci, que tem capacidade para 5.000 espectadores.